# Litoria thesaurensis
A Litoria thesaurensis a kétéltűek (Amphibia) osztályának békák (Anura) rendjébe, a Pelodryadidae családba, azon belül a Pelodryadinae alcsaládba tartozó faj.

## Előfordulása
A faj Pápua Új-Guineában, Indonéziában és a Salamon-szigeteken él. Természetes élőhelye a szubtrópusi vagy trópusi nedves síkvidéki erdők, a szubtrópusi vagy trópusi nedves hegyvidéki erdők, mocsarak, lápok, időszaki mocsarak, kertek, lepusztult erdők, csatornák és árkok. A fajt élőhelyének elvesztése fenyegeti.